# مارتن لويس
مارتن لويس (بالإنجليزية: Martin Lewis)‏ هو ممثل أسترالي، ولد في 1970.

## وصلات خارجية
- مارتن لويس على موقع IMDb (الإنجليزية)
- مارتن لويس على موقع قاعدة بيانات الفيلم (الإنجليزية)